# نزول
سقوط (نزول) (به انگلیسی: The Descent) یک فیلم بریتانیایی در سبک ترسناک و ماجرایی به کارگردانی نیل مارشال است که در سال ۲۰۰۵ منتشر شد. این فیلم مورد تحسین منتقدان قرار گرفت و فروش آن ۵۷٫۱ میلیون دلار در برابر بودجهٔ ۳٫۵ میلیون پوندی بود. دنباله‌ای با نام نزول قسمت ۲ به کارگردانی جان هاریس در سال ۲۰۰۹ منتشر شد. در این فیلم هیچ شخصیت مردی بازی نکرده است و تمام بازیگران زن هستند.
صحنه‌های بیرونی در اسکاتلند فیلمبرداری شده و صحنه‌های داخلی در مجموعه‌هایی ساخته شده در استودیوی Pinewood در نزدیکی لندن فیلمبرداری شده‌است.

## داستان
شش زن برای تماشای اعماق غاری دیدنی وارد آن می‌شوند، ولی خیلی زود معلوم می‌شود که وارد دالان‌هایی شده‌اند که پای بشری به آن نرسیده‌است. آن‌ها از سوراخی به قعر غار سقوط می‌کنند و خیلی زود متوجه می‌شوند به‌جای یک غار توریستی و بی‌خطر، در فضایی بیگانه قرار گرفته‌اند که برخلاف تصورشان میهمان‌نواز نیست، و در فضای تاریک و وهم‌آلود درون غار، دوستی خود را در آزمون تازه‌ای می‌یابند. روابط قدیمیِ دوستی به دشمنی، و اعتماد به بدگمانی تبدیل می‌شود؛ تا اینکه شش زن این فیلم، سرانجام با جانوران زیرزمینی به شکل موش‌های بزرگ انسان‌نما روبرو می‌شوند.

## بازیگران
- شانا مک دونالد در نقش سارا کارتر
- ناتالی مندوزا در نقش جونو کاپلان
- الکس رید در نقش الیزابت اوبرین
- مبانا برینگدر نقش سامانتا ورنت
- الیور میلبرن